# Dipartimento dei trasporti e delle opere pubbliche di Porto Rico
Il Dipartimento dei trasporti e delle opere pubbliche di Porto Rico o DTOP (in spagnolo: Departamento de Transportación y Obras Públicas) è l'ente governativo portoricano che si occupa delle infrastrutture per la viabilità e i trasporti sull'isola.
Sono di competenza del DTOP la rete viaria pubblica (strade, superstrade e autostrade) e il sistema di trasporto pubblico (autobus e metropolitana). Sono inoltre di competenza del DTOP alcune infrastrutture nell'ambito dei trasporti quali i caselli autostradali, le stazioni della metropolitana, le fermate e le rimesse degli autobus di linea.